# AOL Instant Messenger
Der AOL Instant Messenger (AIM) war ein Instant-Messaging-Dienst des Unternehmens AOL. Der Dienst nutzte das OSCAR-Protokoll, das auch von ICQ benutzt wurde.
Der AOL Messenger wurde im Mai 1997 eingeführt und war zu Beginn ein exklusiver Bestandteil der Internet-Zugangssoftware von AOL. Als kurze Zeit später die Chat-Funktion als eigene Software in Form einer App ausgelagert wurde, war es mit dem AIM auch Nicht-AOL-Kunden möglich, sowohl eine AOL-E-Mail-Adresse zu haben, als auch sich in offenen AOL-Chaträumen zu bewegen. Weite Teile der AOL-Chaträume bleiben jedoch exklusiv AOL-Mitgliedern vorbehalten. Weiter war es möglich mit ICQ-Usern zu kommunizieren. Mit der AIM-Userkennung war es auch möglich, aus großen Firmennetzen, in denen intern Lotus Sametime genutzt wird, mit AIM-Nutzern über Firewalls im Internet zu kommunizieren.
AOL, dem bis 2010 auch ICQ gehörte, wurde im September 2002 ein US-Software-Patent auf Instant Messaging zugesprochen. Im Oktober 2017 kündigte AOL an, den Instant Messenger am 15. Dezember 2017 einzustellen, was auch umgesetzt wurde.

## Geschichte
Als die AOL-Software in Deutschland eingeführt wurde, gab es bereits die Instant-Message-Funktion, die in Deutschland den Namen Telegramm erhielt, und Chat-Räume in verschiedenen Größen. Bald wurde dies um die Buddy List erweitert, mit der man ständig aktuell sehen konnte, welche anderen AOL-Nutzer (aus dem Kreis der Buddys) online sind. Als Erweiterung kam schließlich die Funktion AIM mit einer eigenen kostenlos nutzbaren Software hinzu, die es erstmals erlaubte, die beschriebenen Funktionen sowohl mit AOL-Mitgliedern als auch mit AIM-Nutzern, die nicht AOL-Mitglieder sind, zu nutzen.
Von 2004 bis Ende 2005 war Chamath Palihapitiya führender Verantwortlicher für den AOL Instant Messenger.
Am 15. Dezember 2017 wurde der Dienst schließlich abgeschaltet. 2019 wurde der Dienst über Phoenix Aim wieder nutzbar gemacht. Diese Version ist völlig unabhängig von AOL.

## Funktionen des AIM
Eine wichtige Funktion des AIM war die Buddyliste. Mit der Buddyliste konnte man sehen, ob Freunde online waren, und sie anschreiben.
AIM bot die Möglichkeit, sich live mit einer Person zu unterhalten, in privaten und öffentlichen Räumen mit mehreren Personen zu chatten und Dateien austauschen (zum Beispiel Bilder, Töne und Videos). Der AIM-Assistent benachrichtigte den Nutzer sofort, wenn Freunde online gingen.
Zu den Funktionen gehörten ein News- und ein Börsenticker.
Zusätzlich bekam man sofort eine Benachrichtigung bei Eingang einer neuen E-Mail, sofern man Kunde bei AOL war.
Es waren teilweise auch Offline-Messages mit AIM möglich.

## Clients
In den Nutzungsbestimmungen von AOL wurde die Erstellung und Nutzung alternativer Clients zur Interaktion mit den bereitgestellten Diensten explizit verboten, fand aber trotzdem statt.
Neben dem offiziellen Client gibt es kompatible Clients von Drittherstellern. Die meisten von ihnen sind Open-Source-Software und unterstützen neben dem AIM-Protokoll noch andere Protokolle wie z. B. ICQ, MSN, IRC und XMPP.